# Pedro Ignacio Morales
Ignacio Morales fue un político peruano. 
Fue senador de la República del Perú por el departamento del Cusco en 1829 y en 1832 durante el primer gobierno del Mariscal Agustín Gamarra. En 1829 formó parte de la Comisión Diplomática del Congreso.